# Fărău
Fărău (in ungherese Forró in tedesco Brenndorf) è un comune della Romania di 1 603 abitanti, ubicato nel distretto di Alba, nella regione storica della Transilvania.
Il comune è formato dall'insieme di cinque villaggi: Fărău, Heria, Medveș, Sânbenedic, Șilea.
La località fu citata per la prima volta, con il nome ungherese Forró, in un documento del 1299